# Christian Xeller

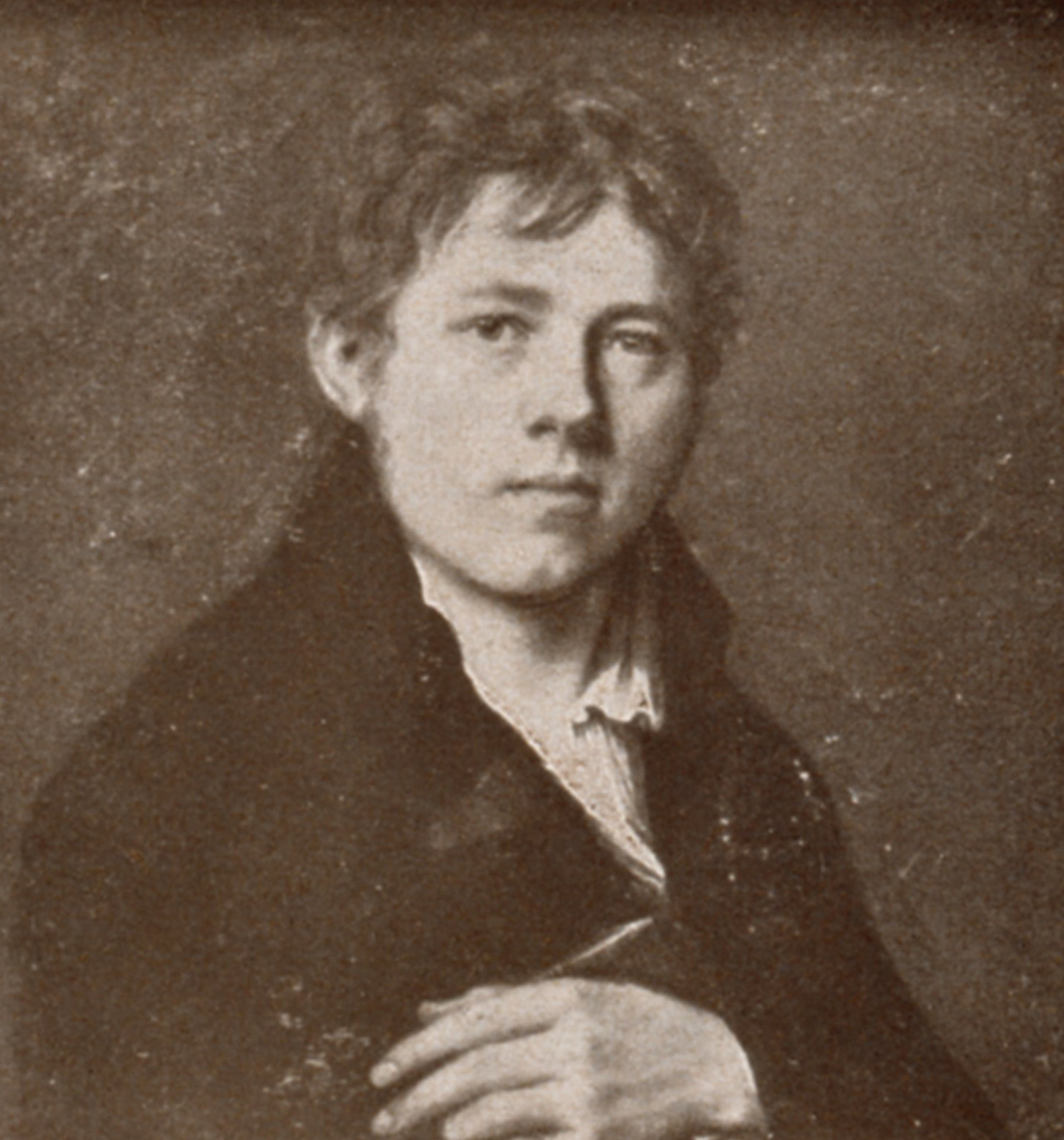
Johann Christian Xeller

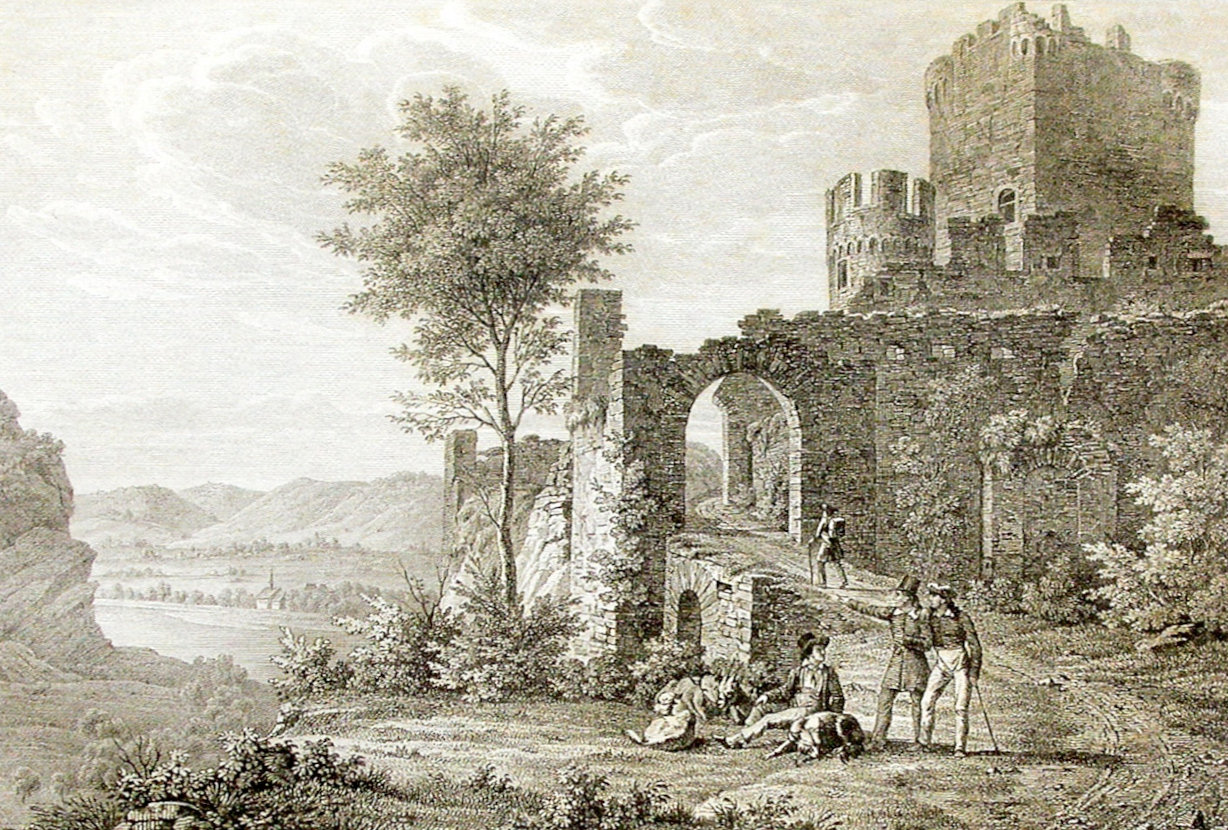
Ansicht der Reichsburg Cochem; Kupferstich nach einer Zeichnung von Christian Xeller

Johann Christian Xeller (* 18. August 1784 in Biberach an der Riß; † 23. Juni 1872 in Berlin) war ein deutscher Maler und Restaurator. 

## Leben
Christian Xeller war der Sohn eines Weißgerbers und betrieb bis zu seinem 18. Lebensjahr das Handwerk seines Vaters. Seiner Neigung zu Malerei folgend kehrte er jedoch diesem Broterwerb den Rücken und besuchte von 1804 bis 1806 die Düsseldorfer Akademie. Richtungsweisend sollte dort die Bekanntschaft mit Peter von Cornelius werden, mit dem Xeller eine lebenslange Freundschaft verband. Mit einem Reisestipendium ausgestattet, begleitete er den Freund im Herbst 1811 nach Rom, wurde dort in den Lukasbund aufgenommen und konvertierte 1812 zum katholischen Glauben. Als aber weitere Geldmittel aus der Heimat ausblieben, musste er zu Anfang des Jahres 1813 nach Deutschland zurückkehren. Während der folgenden vier Jahre hielt er sich nacheinander in Biberach, München, Nürnberg, Frankfurt und Aschaffenburg auf, um sich 1817 für mehrere Jahre in Heidelberg niederzulassen.
In Heidelberg restaurierte Xeller Gemälde für die Brüder Boisserée, aus deren Sammlung er auch einige Werke zeichnete und radierte. Außerdem betätigte er sich als Bildnismaler und gab Unterricht; einer seiner Schüler war der Landschaftsmaler Karl Rottmann, ein anderer Georg Philipp Schmitt. Heidelbergs Umgebung und der Austausch mit den ansässigen Künstlern regten Xeller zu verschiedenen Landschaftszeichnungen an. Einige davon entstanden auf einer im Herbst des Jahres 1818 mit Freunden unternommenen Rheinreise.
In seinem künstlerischen Schaffen kam Christian Xeller immer mehr von Landschaftsdarstellungen sowie von den religiösen und historischen Bildern früherer Zeit ab und beschränkte sich zunehmend aufs Porträtieren und aufs Kopieren alter Meister. Diese Entwicklung mag ihn veranlasst haben, 1825 einer Einladung nach Berlin zu folgen, um dort unter Jakob Schlesingers Leitung Gemälde für die Berliner Gemäldegalerie zu restaurieren. Seine Leistung als Restaurator fand in Berlin großen Anklang und verschaffte ihm im Oktober 1830 eine feste Anstellung mit 500 Thalern Gehalt jährlich. Nach Schlesingers Tod im Jahr 1855 übernahm er die Oberleitung der Restaurierungsarbeiten, und 1857 wurde ihm der Titel eines Professors verliehen.
Heute weitgehend vergessen, hatte Christian Xeller zeit seines Lebens Kontakt mit berühmten Persönlichkeiten. Er porträtierte Hegel, die Zeichnung ist nur noch als Kopie erhalten und besuchte Goethe, um ihm persönlich eine Zeichnung zu überbringen, in Berlin verkehrte er mit den Arnins und Schinkel.
Im Alter von 80 Jahren schloss Xeller einen überaus glücklichen Ehebund mit Wilhelmine Ponath, der 56-jährigen Tochter seiner langjährigen Hauswirtin.